# 黄作兴
黄作兴（1948年10月—），陕西武功人，中国人民解放军中将。第十届全国人大代表。

## 生平
1997年7月晋升为少将军衔。2000年5月升任试验训练基地政治委员。2006年8月升任解放军总装备部副政治委员兼纪律检查委员会书记、总装备部党委委员。2007年1月兼任中央军委纪律检查委员会副书记。2007年7月晋升为中将军衔。2011年12月退役。
2007年10月当选为中国共产党第十七届中央纪律检查委员会委员。